# 国道2号

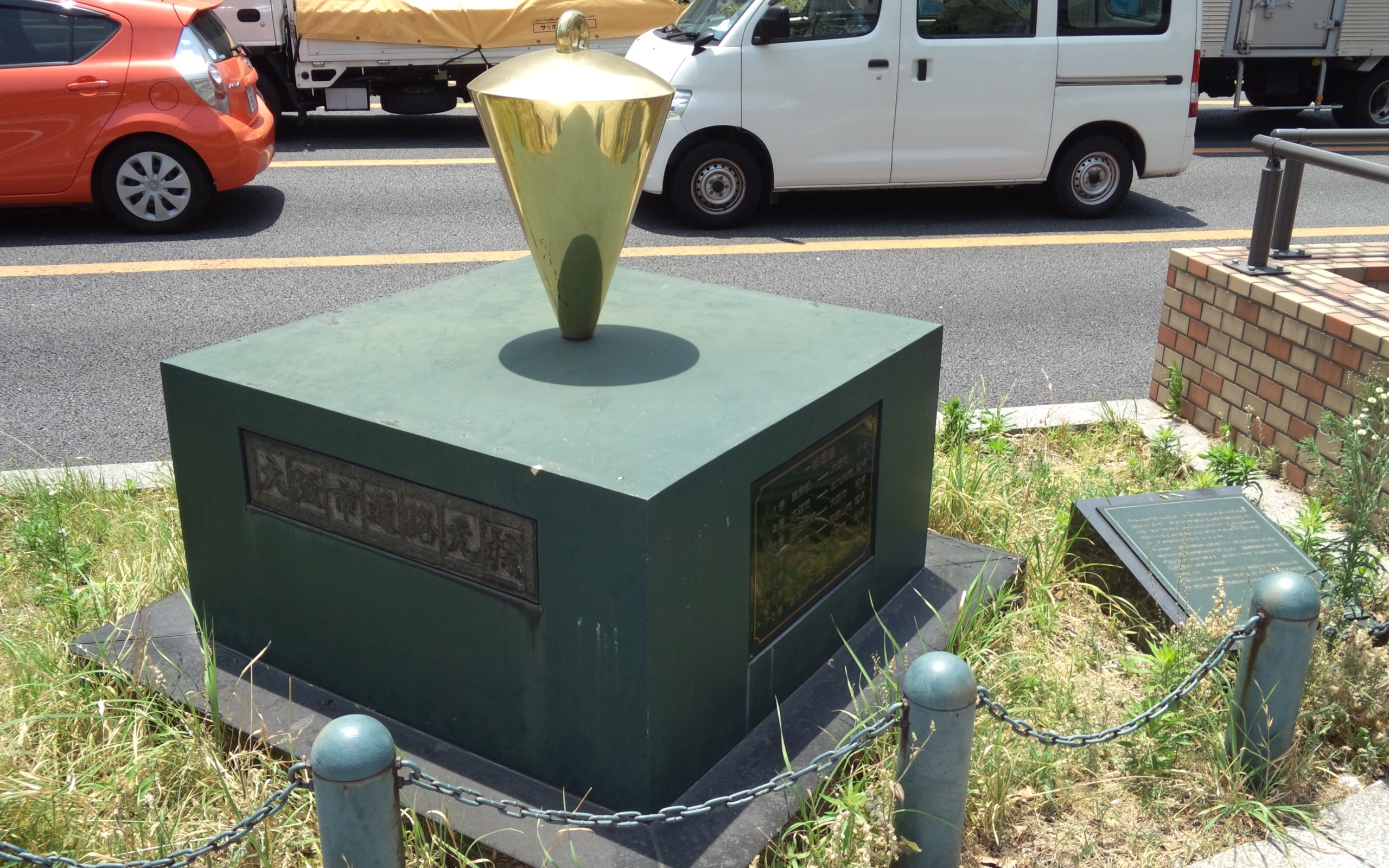
国道2号 起点
（大阪市道路元標）
大阪市北区 梅田新道交差点

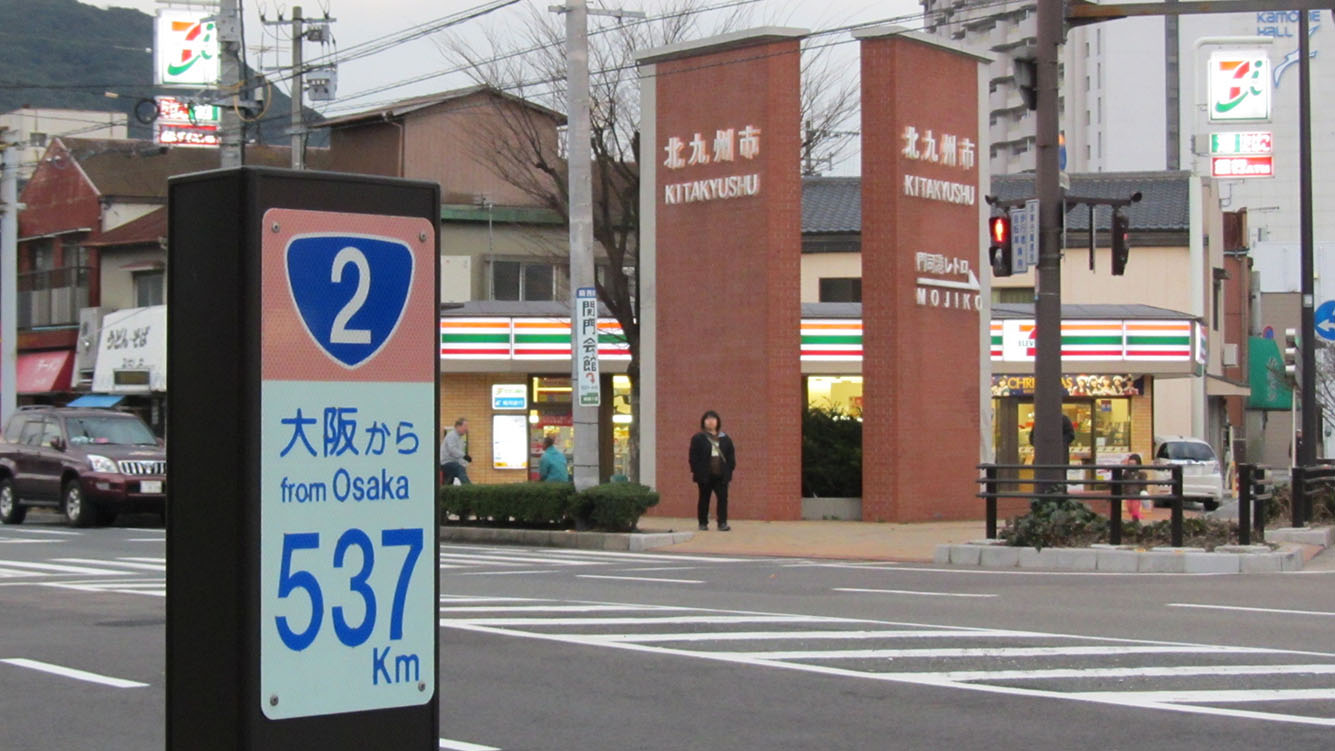
国道2号 終点ポスト
福岡県北九州市門司区
老松公園前交差点

国道2号（こくどう2ごう）は、大阪府大阪市北区から福岡県北九州市門司区に至る一般国道である。

## 概要
旧山陽道（近世山陽道・西国街道）を前身とする路線で、大阪から旧山陽道をほぼ踏襲し、本州と九州の間を関門トンネルで結び、関門トンネル門司側出口から程なくの老松公園前で終点となる。岡山県岡山市から広島県福山市までは戦前の大規模な経路変更のために、旧鴨方往来を前身とし、岡山県総社市や井原市、小田郡矢掛町などを経由するかつての山陽道からは大きく外れている。兵庫県から山口県の大半の区間で山陽自動車道と並走している。

### 路線データ
一般国道の路線を指定する政令に基づく起終点および重要な経過地は次のとおり。
- 起点：大阪市（北区、梅田新道交差点 = 国道1号・国道25号・国道176号終点、国道26号・国道163号起点）
- 終点：北九州市（門司区、老松公園前交差点 = 国道3号・国道10号起点）
- 重要な経過地：尼崎市（杭瀬本町）、西宮市（池田町）、芦屋市（清水町）、神戸市（灘区）、明石市、加古川市（加古川町寺家町、加古川町河原）、高砂市（阿弥陀町魚橋）、姫路市（本町、飾磨区三宅一丁目）、兵庫県揖保郡太子町、龍野市、相生市（池之内）、赤穂市（東有年）、備前市、岡山市、岡山県都窪郡早島町、倉敷市、笠岡市、福山市、尾道市、三原市（時貞町）、竹原市（西野町）、東広島市、広島県安芸郡海田町、広島市、廿日市市、大竹市、岩国市、山口県玖珂郡玖珂町[注釈 3]、同郡周東町[注釈 3]、下松市、徳山市（徳山）[注釈 4]、新南陽市（福川）[注釈 4]、防府市、山口市、同県吉敷郡小郡町[注釈 5]、宇部市（吉見）、同県厚狭郡山陽町[注釈 6]、下関市
- 総延長 : 685.4 km（大阪市 6.2 km、兵庫県 129.5 km、神戸市 67.0 km、岡山県 72.7 km、岡山市 29.1 km、広島県 161.2 km、広島市 58.8 km、山口県 158.6 km、北九州市 2.3 km）[2][注釈 7]
- 重用延長 : 0.0 km（大阪市 - km、兵庫県 - km、神戸市 - km、岡山県 - km、岡山市 - km、広島県 0.0 km、広島市 - km、山口県 - km、北九州市 - km）[2][注釈 7]
- 実延長 : 685.4 km（大阪市 6.2 km、兵庫県 129.5 km、神戸市 67.0 km、岡山県 72.7 km、岡山市 29.1 km、広島県 161.2 km、広島市 58.8 km、山口県 158.6 km、北九州市 2.3 km）[2][注釈 7]
  - 現道 : 598.9 km（大阪市 6.2 km、兵庫県 90.5 km、神戸市 58.7 km、岡山県 62.9 km、岡山市 29.1 km、広島県 155.0 km、広島市 35.5 km、山口県 158.6 km、北九州市 2.3 km）[2][注釈 7]
  - 旧道 : 44.4 km（大阪市 - km、兵庫県 39.0 km、神戸市 - km、岡山県 - km、岡山市 - km、広島県 - km、広島市 5.4 km、山口県 - km、北九州市 - km）[2][注釈 7]
  - 新道 : 42.2 km（大阪市 - km、兵庫県 - km、神戸市 8.3 km、岡山県 9.8 km、岡山市 - km、広島県 6.2 km、広島市 17.9 km、山口県 - km、北九州市 - km）[2][注釈 7]
- 指定区間：大阪市北区梅田一丁目3番 - 北九州市門司区老松町3番1（全線）ただし、以下の区間を除く）[3]。
  - 明石市立石一丁目4番1（和坂交差点） - 明石市魚住町清水井桶田2149番1（清水交差点） - 姫路市本町241番（大手前交差点） - 兵庫県揖保郡太子町山田字美之路591番2（太子東IC）：第二神明道路・加古川バイパス・姫路バイパスと並行する区間）
  - 福山市神村町字伊勢山下6000番2（松永バイパス東口交差点） - 尾道市正徳町535番17（バイパス合流部） - 尾道市福地町620番1（福地IC）：松永道路・尾道バイパスと並行する区間
  - 尾道市正徳町535番17（バイパス合流部） - 三原市糸崎八丁目167番23 - 三原市糸崎八丁目206番2（糸崎ランプ）：木原道路・三原バイパスと並行する区間
  - 東広島市八本松西三丁目2193番2（溝迫交差点） - 広島市安芸区瀬野一丁目859番1 - 安芸郡海田町南大正町1270番18（大正交差点）：安芸バイパス・東広島バイパスと並行する区間
  - 広島市西区庚午北一丁目418番1（西広島バイパス入口交差点・西広島バイパス出口交差点） - 広島市佐伯区海老園二丁目310番3（佐伯区役所） - 廿日市市地御前五丁目1929番21（西広島ランプ）：西広島バイパスと並行する区間（宮島街道）

## 歴史

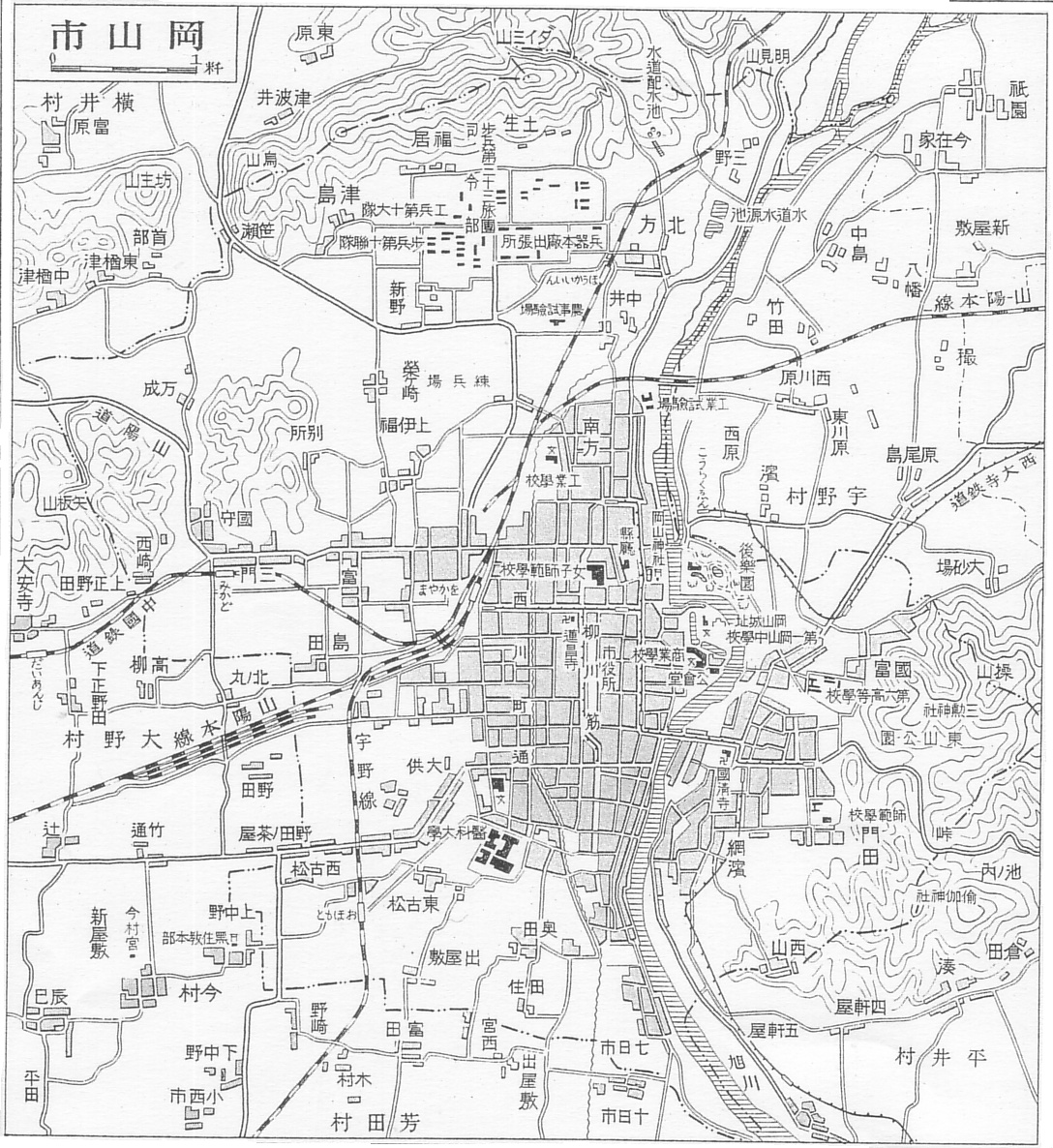
1930年（昭和5年）頃の岡山市街。変更前の経路が国道として「山陽道」と記されている。

路線の前身は古代から存在した山陽道である。この山陽道は京都を起点とし、大阪を経由せず神戸に直接向かい山陽地方を東西に抜けて九州へ至る。
1876年（明治9年）に太政官達第60号（道路ノ等級ヲ廢シ國道縣道里道ヲ定ム）により一等国道となる。
1885年（明治18年）2月24日に内務省告示第6号「國道表」により國道三號「東京ヨリ神戸港ニ達スル路線」、國道四號「東京ヨリ長崎港ニ達スル路線」に指定されたがいずれも大阪を通らない経路が採られ、現在の大阪府大阪市 - 兵庫県西宮市に相当する区間は二十六號「大坂府ト廣島鎭臺トヲ拘聯スル路線」として指定された。
1920年（大正9年）4月1日に道路法に基づく「路線認定」が施行され、國道二號「東京市ヨリ鹿兒島縣廳所在地ニ達スル路線（甲）」として指定されて現在の国道1号、国道2号、国道3号に相当する路線が誕生し、初めて大阪経由となる。
1926年（大正15年）6月9日に、重要性が増した倉敷を通過させるために岡山県岡山市 - 広島県沼隈郡津之郷村間の旧山陽道を踏襲する本国道を県道とし、旧鴨方往来を踏襲する県道を本国道とする経路変更が決まる。変更後の経路で高梁川の霞橋は総工費48万9000円の4分の3を国から補助を得て架け替えられた。
1928年（昭和3年）7月に霞橋の架け替えが完了する。1929年（昭和4年）から新経路へ移行し、現在の岡山市中心部から倉敷市中心部 - 浅口市 - 浅口郡里庄町 - 笠岡市 - 福山市中心部を経て福山市津之郷町へ至る経路が本国道となり、現在の岡山市中心部より総社市（吉備路） - 倉敷市真備町 - 小田郡矢掛町 - 井原市 - 福山市神辺町を経て福山市津之郷町へ至る経路は県道となる。新経路は国道に昇格しても直ちに整備されず、旧鴨方往来は戦後に自動車通行量が増加すると笠岡市民が「日本一狭い国道」と称するほど狭隘で屈曲した悪路で、県道に降格した旧山陽道が1960年代初頭まで東西の主要交通路を担った。地図上で変更後経路の国道収載は戦後以降である。
1938年（昭和13年）7月5日、阪神大水害により神戸市内一帯が冠水、国道が寸断される。
1962年（昭和37年）兵庫県神戸市内の国道2号の経路は、昭和37年11月19日付建設省告示第2908号において変更される。変更前の経路は、三宮東交差点を西進し、兵庫県道21号神戸明石線から国道28号を経て現国道2号の東尻池交差点へと至るルートであった。 この変更後、国道174号が最短国道となった。

### 年表
- 1952年（昭和27年）12月4日 - 新道路法に基づく「路線指定」で、大阪府大阪市 - 福岡県門司市間の「一級国道2号」として指定される。
- 1963年（昭和38年） - この年度で全線の一次改築が完了[18]する。
- 1965年（昭和40年）4月1日 - 道路法改正により一級と二級の区別が撤廃されて「一般国道2号」となる。

## 路線状況

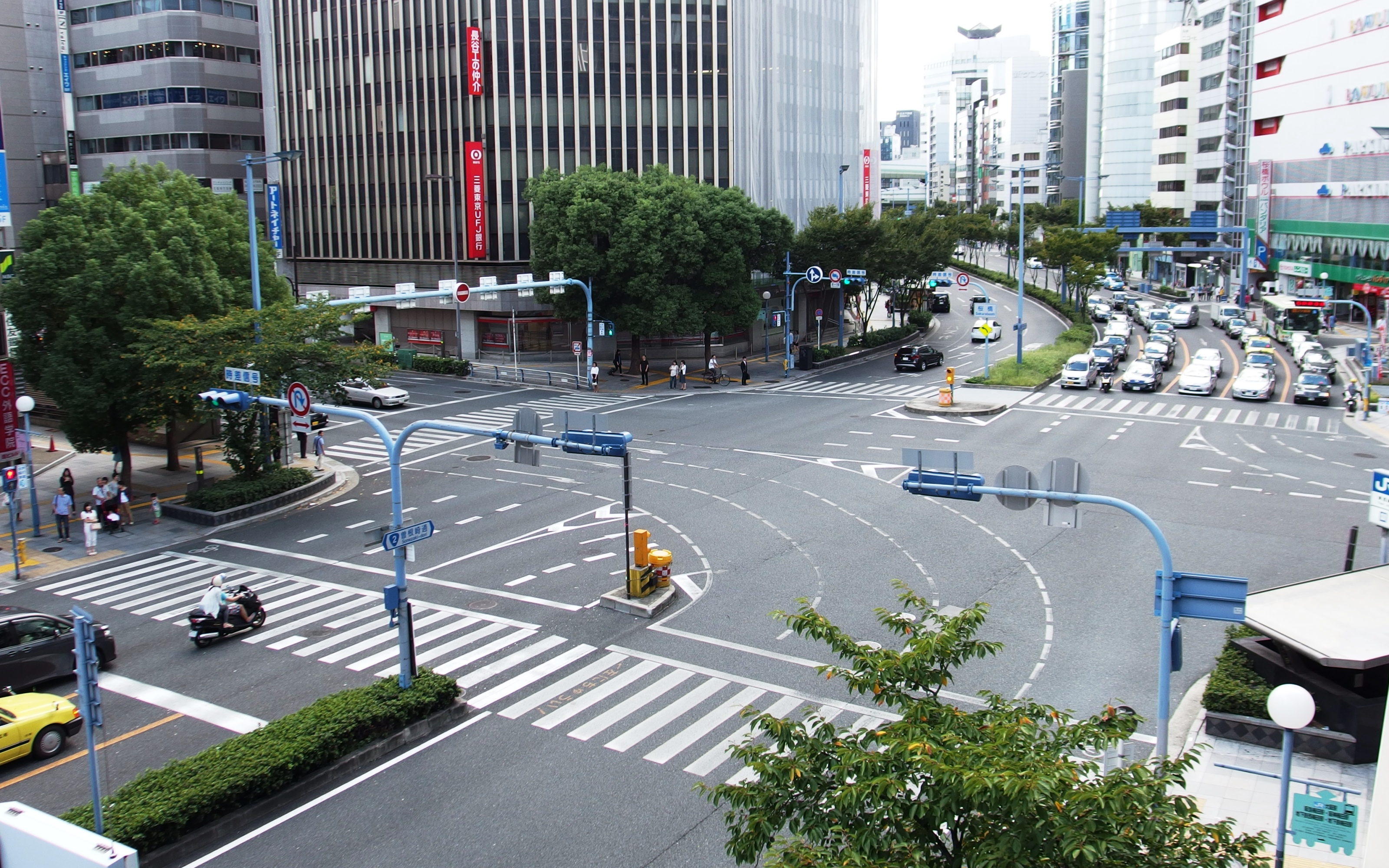
桜橋交差点
（大阪市北区曾根崎新地）

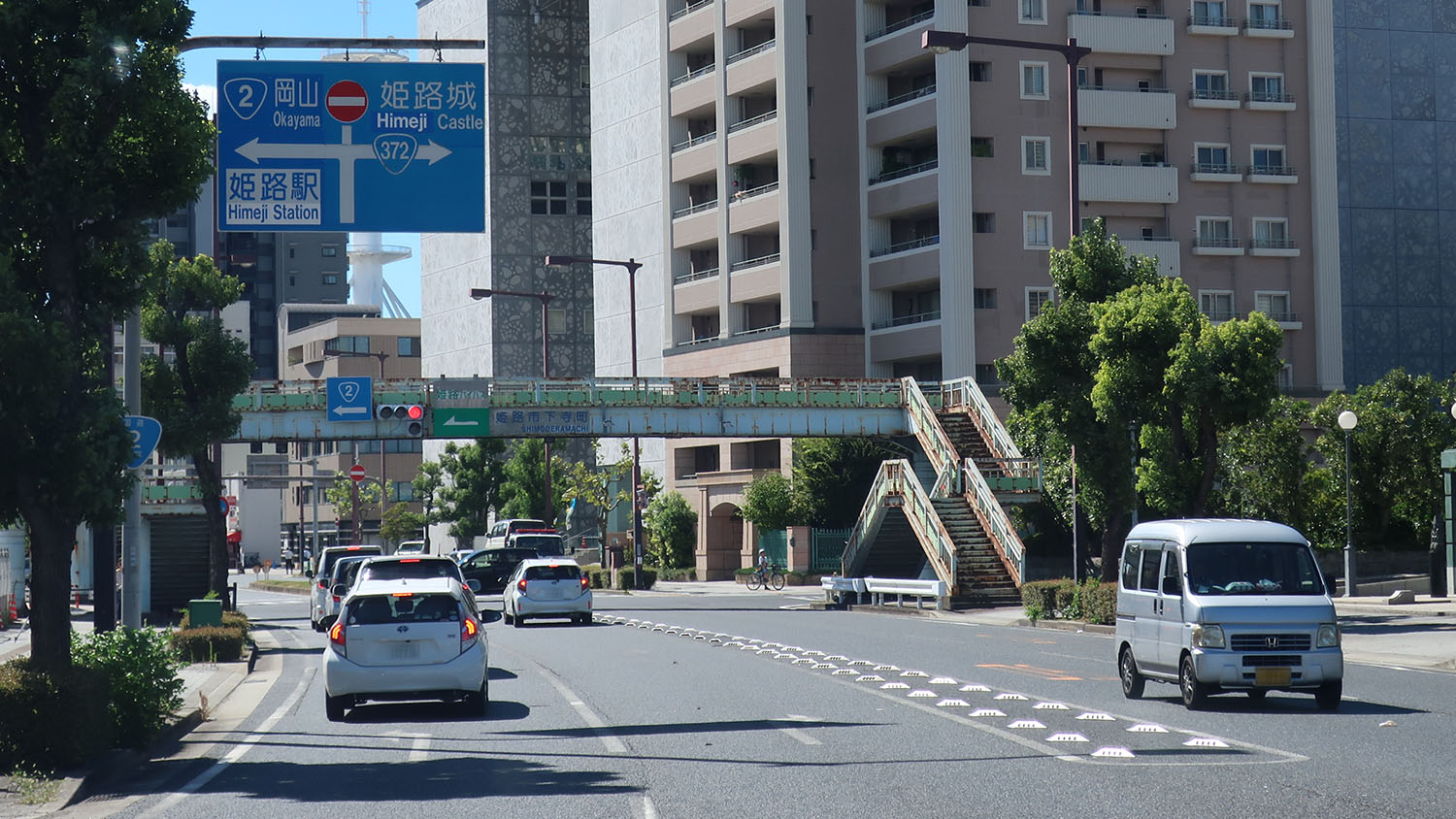
兵庫県姫路市 下寺町交差点（東側から）
一方通行区間への西進は進入禁止とされ、市道へと迂回するよう指示がある。

大阪から神戸にかけての区間は従来、「第二阪神国道」である国道43号に対して「第一阪神国道」や「一国（いちこく）」と略称されていたが、近年は国道2号を指して「にこく」と呼称する者もおり混乱も散見される。この区間は大正時代に阪神国道電軌の資金で建設され、1975年（昭和50年）に廃止されるまで路面電車の阪神国道線が併用軌道で通過していた。
兵庫県の姫路市や加古川市の一部区間は、多大な交通量の対策として国道として極めて稀な一方通行規制を執り、兵庫県内は交通量が多い区間でバイパス建設の採用が多い。
岡山県は岡山市東区から浅口市、笠岡市の一部区間でバイパスが建設されている。バイパス供用後に当時の現道は県と市へ順次移管されたが、岡山市中心部は2016年（平成28年）3月31日まで別線として指定区間が残存した。
尾道バイパス以西の広島・山口両県では、急カーブが連続する区間で直進矢印（↑）を最短約1メートル (m) 間隔で路面に標記した「（対向車線はみ出しと逆走防止のための）視線誘導標示」が各所に見られる。
広島県内の広島岩国道路は国道2号のバイパスとして建設された一般有料道路だが、事実上は山陽自動車道と一体化している。
山口県内は小郡道路の小郡ICで京都府京都市を起点として日本海沿いの山陰地方を走る国道9号と重複して西へ向かい、下関市長府・印内交差点から再び分岐。国道9号は唐戸交差点を経由して下関駅がある中心街へ向かうが、国道2号こそが内陸部を通過して関門トンネル手前で中心街へ向かう山口県道57号下関港線と分岐している。そして最終章では関門トンネルを経由して福岡県北九州市門司区で国道3号へとつながって終点となる。
国道2号を補完する目的で整備されて後に無料開放された有料道路に、岡山ブルーラインと通称される岡山県道397号寒河本庄岡山線、欽明路道路と通称される山口県道15号岩国玖珂線、長府道路がある。

### 通称
- 第一阪神国道（通称：いちこく） [20]: 大阪府大阪市北区 - 兵庫県神戸市中央区
- ラーメン街道 - 兵庫県芦屋市
- 曽根崎通 : 大阪府大阪市
- 宮島街道 : 広島県広島市 - 広島県廿日市市

### バイパス・道路改築

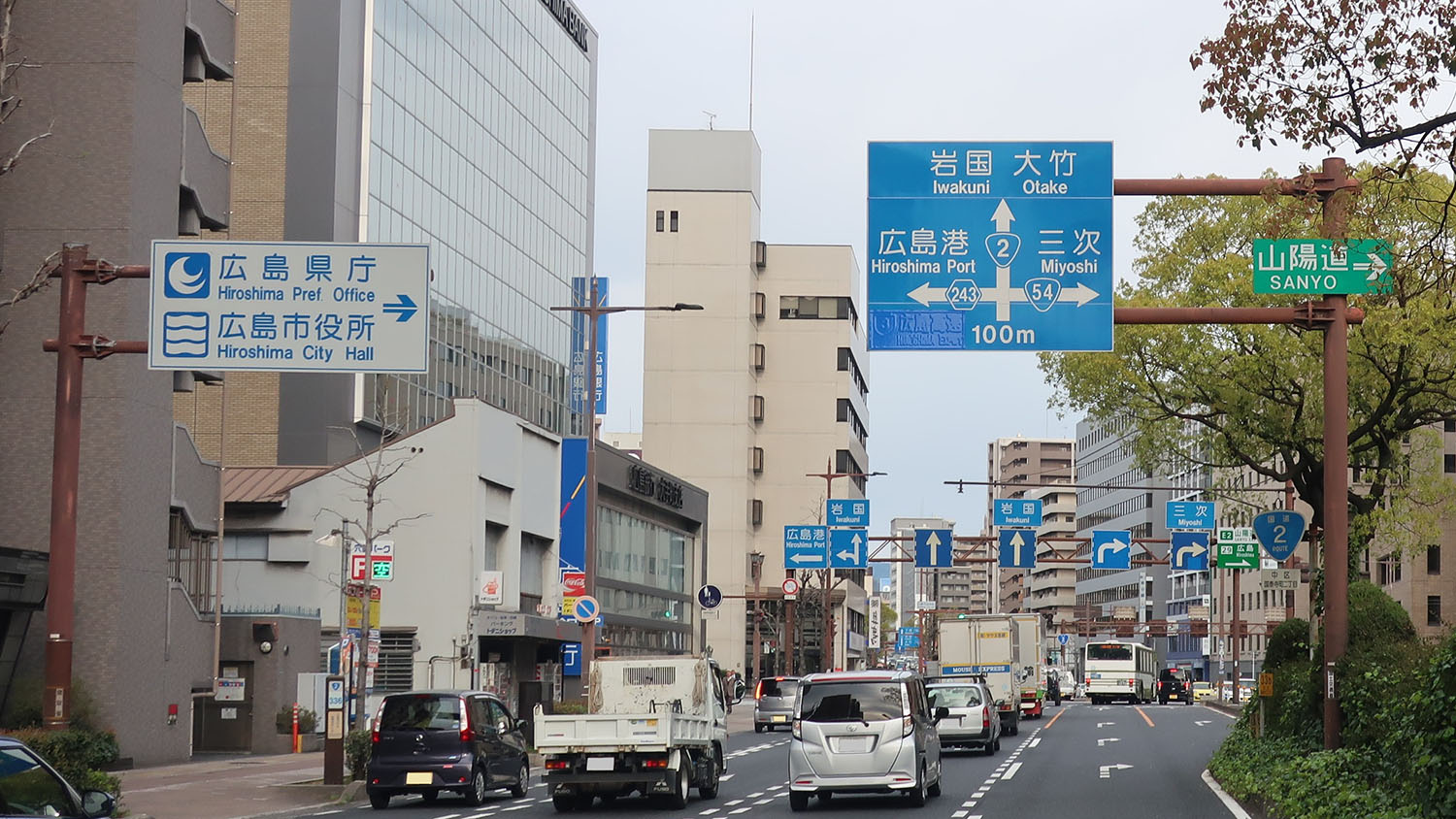
新広島バイパス
(国道54号の起点付近)
広島県広島市中区国泰寺町

国道2号のバイパスとして整備されている道路のみ記す。
兵庫県
- 浜手バイパス

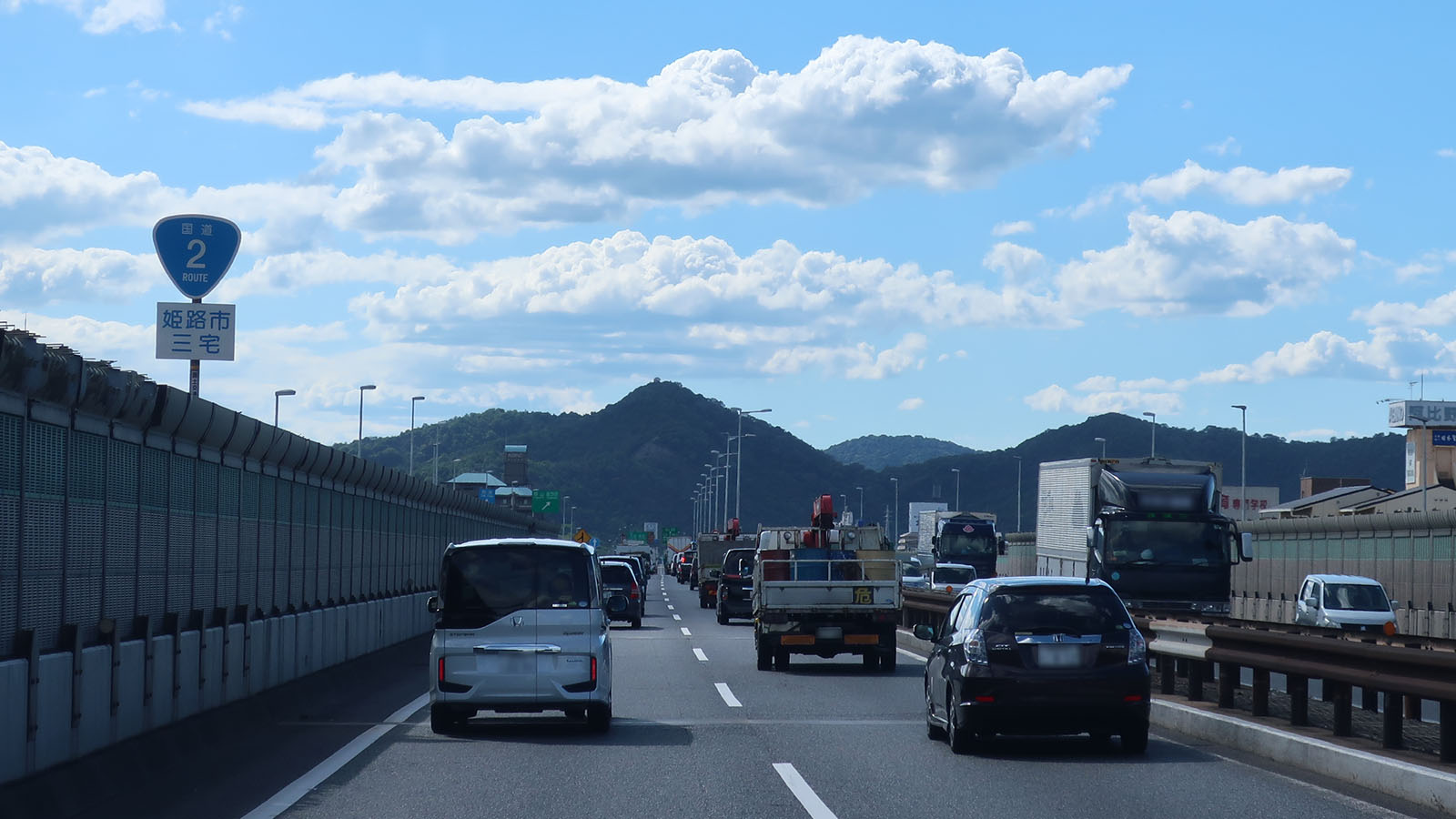
姫路バイパス
兵庫県姫路市飾磨区三宅

- 大阪湾岸道路西伸部 六甲アイランド北 - 駒栄〔未供用〕
- E93 第二神明道路
- 明石西拡幅
- E94 神戸西バイパス（第二神明道路北線）

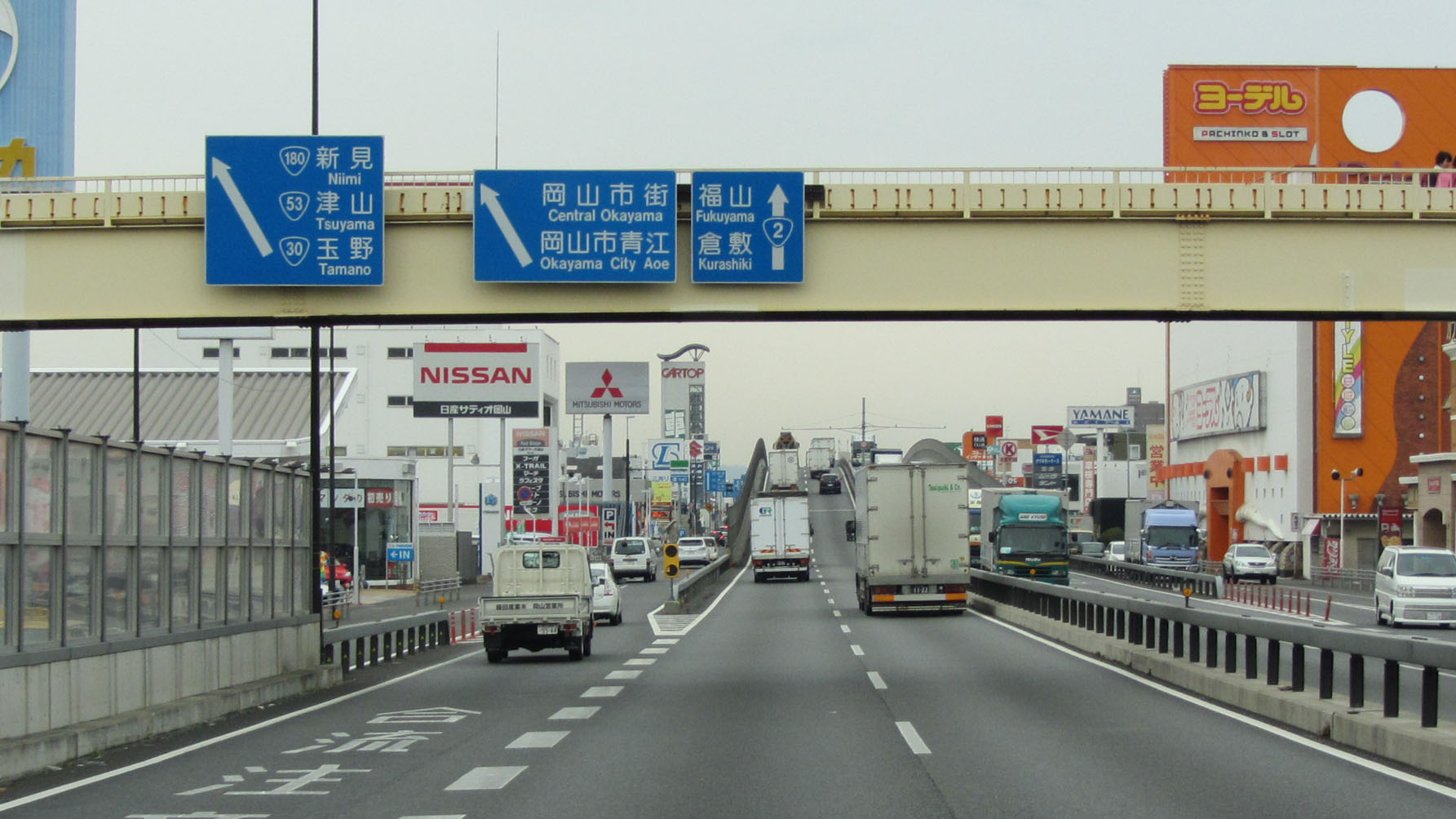
岡山バイパス
岡山県岡山市南区豊成

- 加古川バイパス
- 姫路バイパス
- 太子竜野バイパス
- 和坂拡幅（旧道）
- 相生有年道路〔一部供用〕

岡山県
- 三石バイパス
- 岡山バイパス・岡山倉敷立体・倉敷立体
- 玉島バイパス
- 玉島笠岡道路〔部分供用〕
- 笠岡バイパス〔部分供用〕

広島県
- 神島バイパス
- 福山道路〔未供用〕
- 赤坂バイパス
- E76 松永道路
- 尾道バイパス
- 木原道路
- 三原バイパス
- 本郷バイパス
- 田万里バイパス
- 西条バイパス
- 安芸バイパス
- 東広島バイパス
- 新広島バイパス
- 広島南道路〔部分供用〕
- 西広島バイパス
- E2 広島岩国道路（山陽自動車道に並行する一般国道自動車専用道路）

広島県 - 山口県
- 岩国・大竹道路〔未供用〕

山口県
- 岩国バイパス
- 花岡バイパス・花岡拡幅
- 周南バイパス・周南立体
- 戸田拡幅
- 富海拡幅
- 防府バイパス
- 台道拡幅
- 台道・鋳銭司拡幅
- E2 小郡道路
- 厚狭・埴生バイパス
- 小月バイパス
- 下関拡幅

### 有料道路
- E93 第二神明道路（兵庫県）
- E2 広島岩国道路（山陽自動車道に並行する一般国道自動車専用道路）（広島県）
- 関門国道トンネル（山口県 - 福岡県）

### 重複区間

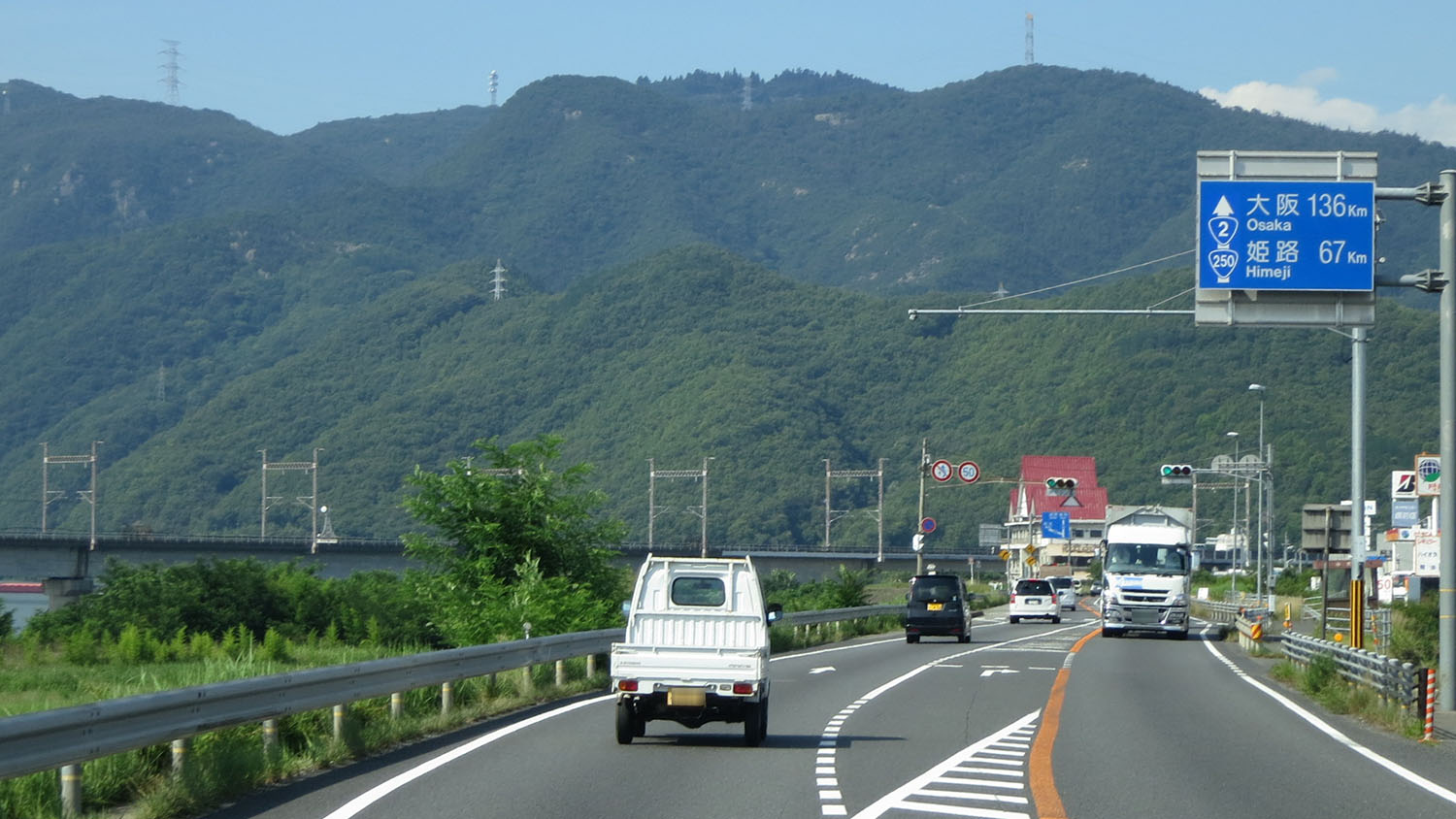
国道250号との重複
岡山県瀬戸内市長船町長船

- 国道171号（兵庫県西宮市・札場筋交差点 - 神戸市中央区・三宮東交差点）
- 国道28号（兵庫県神戸市長田区・東尻池交差点 - 明石市・狩口交差点）
- 国道250号（兵庫県神戸市長田区・東尻池交差点 - 明石市・小久保交差点）
- 国道312号（兵庫県姫路市御国野町国分寺・御国野交差点 - 姫路市市川橋通・姫路天神前交差点）
- 国道250号（岡山県備前市・伊部東交差点 - 岡山市東区浅川・岡山バイパス東分岐点）
- 国道433号（広島県廿日市市・上平良（かみへら）交差点 - 大竹市）
- 国道187号（山口県岩国市麻里布町1丁目・立石交差点 - 岩国市瓦谷・錦橋交差点）
- 国道9号（山口県山口市・交通センター前交差点 - 下関市・印内交差点）
- 国道490号（山口県宇部市車地・車地交差点 - 宇部市瓜生野・瓜生野交差点）

### 海上区間
本州の山口県から九州の福岡県を結ぶ区間の関門海峡は、自動車専用道路の関門トンネルと、自転車と歩行者用の人道トンネルがある。
海底トンネルで県境をまたぐ一般国道は国道2号と国道409号の東京湾アクアラインの2路線で、国道2号は歩行者の通行が可能である。海底トンネルである関門トンネルが1958年（昭和33年）に開通しているため、関門海峡の海上区間に国道の航路はない。

### 道路施設

#### 主な橋梁
最も橋の数が多い国道は国道2号であることが知られており、2 m以上の橋だけでもその数は1279箇所ある。
- 大阪府
  - 淀川大橋（新淀川、大阪市福島区 - 西淀川区）
  - 神崎大橋（神崎川、大阪市西淀川区）
- 兵庫県
  - 武庫大橋（武庫川、尼崎市 - 西宮市）
  - 加古川橋・新加古川大橋（加古川、加古川市）※新加古川橋は、加古川バイパスの橋。
  - 市川橋（市川、姫路市）
  - 姫路大橋(市川、姫路市) ※ 姫路バイパス
  - 夢前橋(夢前川、姫路市)
  - 揖保川大橋（揖保川、たつの市）
- 岡山県
  - 備前大橋（吉井川、瀬戸内市 - 岡山市東区）
  - 旭川大橋（旭川、岡山市中区 - 南区）
  - 高梁川大橋（高梁川、倉敷市）
- 広島県

  - 黄金橋（猿猴川、広島市南区）
  - 平野橋（京橋川、広島市南区 - 広島市中区）
  - 新明治橋（元安川、広島市中区）
  - 新住吉橋（旧太田川、広島市中区）
  - 新観音橋（天満川、広島市中区 - 広島市西区）
  - 旭橋（太田川放水路、広島市西区）
- 山口県
  - 椹野川大橋（椹野川、山口市）

#### 主なトンネル

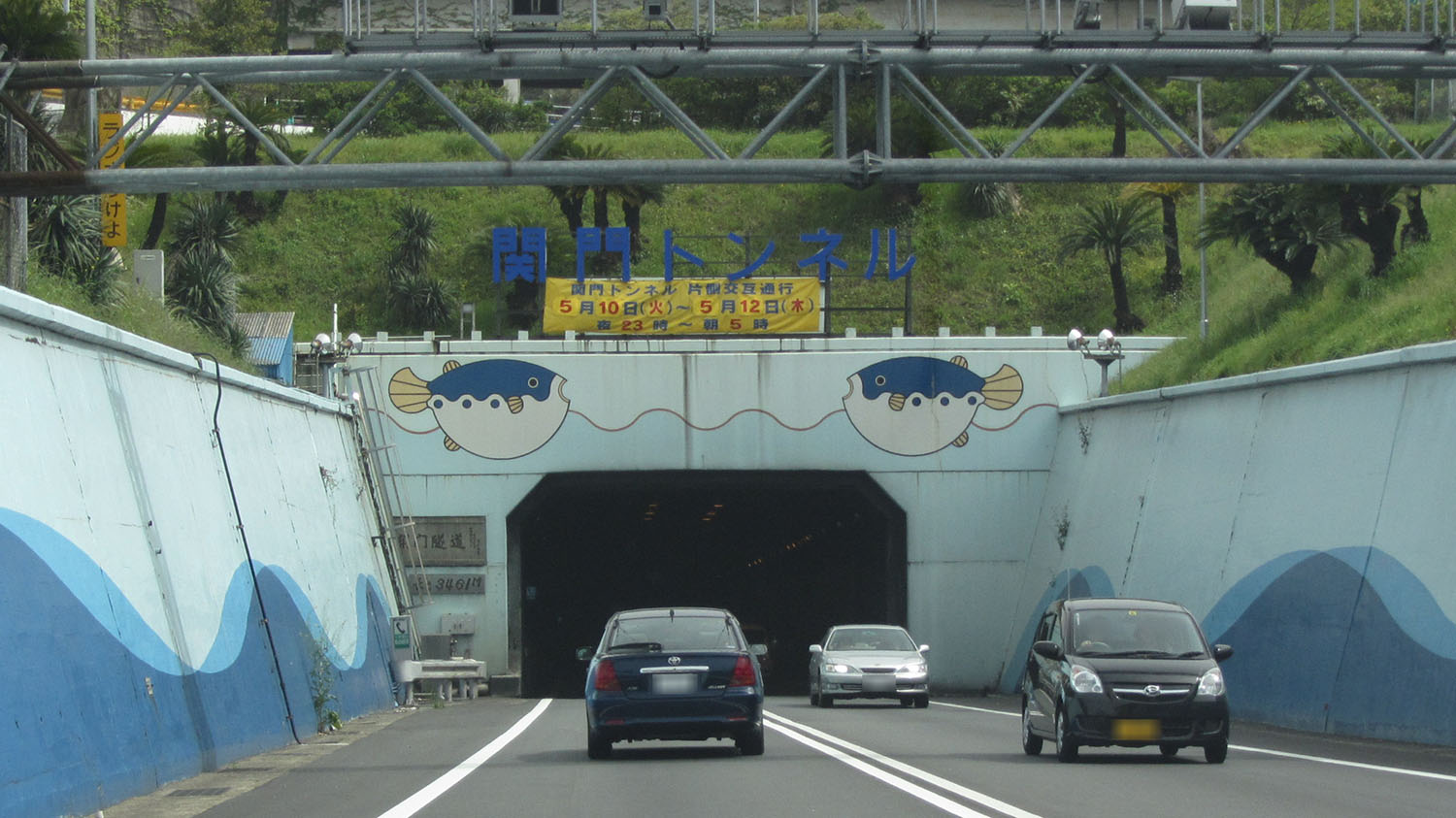
関門国道トンネル
（下関側車道出入口）
山口県下関市椋野町2丁目

下関市と北九州市間の関門国道トンネルは車道に加えて歩行者用トンネルが設けられ、海底部はエレベーターで地上と連結させて国道2号の歩道施設の一部とされている。
- 兵庫県
  - 城山トンネル（揖保郡太子町）※姫路バイパス
- 岡山県
  - 三石第一トンネル（備前市）
- 広島県
  - 下木原トンネル（三原市）※三原バイパス
  - 時広トンネル（三原市）※三原バイパス
- 山口県
  - 防府第一トンネル（防府市）※防府バイパス
  - 防府第三トンネル（防府市）※防府バイパス
  - 長府トンネル（下関市）
  - 関門トンネル（下関市 - 福岡県北九州市門司区）

#### 道の駅
従来は沿道に整備がなかった道の駅が、2011年（平成23年）にバイパス区間に開業された。
- 岡山県
  - 笠岡ベイファーム（笠岡市）（笠岡バイパス上）
- 広島県
  - みはら神明の里（三原市）（三原バイパス上）
  - 西条のん太の酒蔵（東広島市）（西条バイパス上）
- 山口県
  - ソレーネ周南（周南市）

#### 休憩施設
自動車専用道路区間にはサービスエリア・パーキングエリアが複数存在する。
- 兵庫県
  - 明石サービスエリア（第二神明道路）
  - 別所パーキングエリア（姫路バイパス）
  - 姫路サービスエリア（姫路バイパス）
- 広島県
  - 今津パーキングエリア（松永道路 岡山・大阪方面にのみ設置）
  - 佐方サービスエリア（西広島バイパス）

### 並行する旧街道
- 山陽道（西国街道）：岡山県岡山市 - 広島県福山市の間は除く。山陽自動車道と区別するため、多くは「旧山陽道」と称される。
- 鴨方往来：岡山県岡山市 - 広島県福山市

### 事前通行規制区間
下記区間は事前通行規制区間で、雨量により通行止めされる。
| 区間                                                                        | 規制内容                                     |
| --------------------------------------------------------------------------- | -------------------------------------------- |
| 兵庫県上郡町の一部                                                          |                                              |
| 岡山県備前市（三石船坂 - 三石四十谷、三石木谷口 - 八木山、伊里中 - 東片上） | 連続雨量250 mmを超える場合に通行止めとなる。 |
| 広島県三原市（木原 - 糸崎町）                                               |                                              |
| 山口県岩国市（岩国 - 関戸）                                                 | 連続雨量250 mmを超える場合に通行停止となる。 |

## 地理

### 通過する自治体
- 大阪府
  - 大阪市（北区 - 福島区 - 西淀川区）
- 兵庫県
  - 尼崎市 - 西宮市 - 芦屋市 - 神戸市（東灘区 - 灘区 - 中央区 - 兵庫区 - 長田区 - 須磨区 - 垂水区） - 明石市 - 加古川市 - 高砂市 - 姫路市 - 揖保郡太子町 - たつの市 - 相生市 - 赤穂市 - 赤穂郡上郡町
- 岡山県
  - 備前市 - 瀬戸内市 - 岡山市（東区 - 中区 - 南区） - 都窪郡早島町 - 倉敷市 - 浅口市 - 浅口郡里庄町 - 笠岡市
- 広島県
  - 福山市 - 尾道市 - 三原市 - 竹原市 - 東広島市 - 広島市（安芸区） - 安芸郡海田町 - 広島市（安芸区 - 南区 - 中区 - 西区 - 佐伯区） - 廿日市市 - 大竹市
- 山口県
  - 玖珂郡和木町 - 岩国市 - 周南市 - 下松市 - 周南市 - 防府市 - 山口市 - 宇部市 - 山陽小野田市 - 下関市
- 福岡県
  - 北九州市（門司区）

### 交差する道路
※ バイパスのうち現道となっていないもの区間の接続路線については各記事を参照。

#### 現道
近畿地方整備局管内
- 大阪府
  - 国道1号・国道25号・国道26号・国道163号・国道165号・国道176号（大阪市北区・梅田新道交差点（起点））
- 兵庫県
  - 国道171号（西宮市・札場筋交差点 -（重複）- 神戸市中央区・三宮東交差点）
  - 国道43号（神戸市灘区・岩屋交差点）
  - 阪神高速3号神戸線生田川出入口（神戸市中央区）
  - 阪神高速32号新神戸トンネル国道2号出入口（神戸市中央区）
  - 国道174号（神戸市中央区・税関前交差点）
  - 京町筋（神戸市中央区・京橋交差点）
  - 阪神高速3号神戸線柳原出入口（神戸市兵庫区）
  - 阪神高速3号神戸線湊川出入口（神戸市長田区）
  - 国道28号（神戸市長田区・東尻池交差点 -（重複）- 明石市・狩口交差点）
  - 国道250号（神戸市長田区・東尻池交差点 -（重複）- 明石市・和坂交差点 -（重複）- 明石市・小久保交差点）
  - 阪神高速3号神戸線若宮出入口（神戸市須磨区）
  - 国道175号・国道427号（明石市・和坂交差点 - （重複） - 神戸市西区・玉津IC）
  - 国道2号旧道（明石市・和坂交差点）
  - 東播磨南北道路（加古川市・加古川中央JCT）
  - 国道2号旧道 （高砂市・高砂北ランプ）
  - 国道250号（高砂市・高砂西ランプ - （重複） - 高砂市・中筋交差点）
  - 国道312号播但連絡道路（姫路市・姫路JCT）
  - 国道312号現道（姫路市・姫路東ランプ）
  - 国道179号・ 国道2号旧道（揖保郡太子町・太子東IC）
  - 国道29号（姫路市・太子上太田JCT・IC）
  - 国道179号（たつの市・福田ランプ）
  - 国道373号（赤穂市・有年原交差点）

中国地方整備局管内
- 岡山県
  - E2 山陽自動車道 11 備前IC（備前市）
  - 国道374号（備前市・伊部東交差点）
  - 国道250号（備前市・伊部東交差点 -（重複）- 岡山市東区・岡山バイパス東合流部）
  - 岡山ブルーライン（岡山県道397号寒河本庄岡山線）君津JCT・IC（岡山市東区）
  - 国道30号（岡山市北区・青江交差点）
  - 国道180号岡山西バイパス（岡山市南区・大樋橋西交差点）
  - E2 山陽自動車道・E30 瀬戸中央自動車道 1 早島IC（都窪郡早島町）
  - 国道429号（倉敷市・大西交差点・玉島阿賀崎）
  - 国道429号・国道2号玉島笠岡道路（倉敷市・玉島西IC）
- 広島県
  - 国道182号・国道314号（福山市・明神町交差点）
  - 国道313号（福山市・府中分かれ交差点）
  - 国道2号旧道（福山市・神村ランプ）
  - E2 山陽自動車道 福山西IC（福山市）
  - E76 西瀬戸自動車道 西瀬戸尾道IC（尾道市）
  - 国道184号（尾道市・栗原IC）
  - 国道2号旧道（尾道市・福地IC）
  - 国道2号旧道（三原市・糸崎ランプ）
  - 国道432号（竹原市・新庄交差点）
  - E75 東広島呉自動車道（国道375号） 2 上三永IC（東広島市）
  - 国道375号御薗宇バイパス（東広島市・御薗宇交差点）
  - 国道486号（東広島市・溝迫交差点）
  - 国道31号（安芸郡海田町・大正交差点）
  - 国道2号東広島バイパス（安芸郡海田町・海田ランプ）
  - 広島高速道路2号線東雲出入口（広島市南区）
  - 国道487号（広島市南区・平野橋東交差点）
  - 国道54号（※国道54号重複=国道183号・国道191号・国道261号）（広島市中区・市役所前交差点）
  - 国道2号旧道（宮島街道）（広島市西区・西広島バイパス入口交差点）
  - 国道433号（廿日市市・上平良交差点 -（重複）- 大竹市・北栄交差点）（※国道433号重複=国道488号）
  - E2 広島岩国道路 32-1 廿日市IC（廿日市市）
  - 国道2号旧道（宮島街道）（廿日市市・西広島ランプ）
  - E2 広島岩国道路 32-3 大竹IC（大竹市）
  - 国道186号（大竹市・みどり橋東詰交差点）
- 山口県
  - 国道188号・国道189号（岩国市・立石交差点[注釈 17]）
  - E2 山陽自動車道 34 岩国IC（岩国市）
  - 国道187号（岩国市・錦橋交差点）
  - 国道437号（岩国市・八幡下交差点）
  - 国道376号（岩国市・郵便局前交差点）
  - 国道188号（下松市・末武中交差点）
  - E2 山陽自動車道 37 徳山東IC（周南市）
  - 国道315号（周南市・三田川交差点）
  - 国道489号（周南市・大神交差点）
  - E2 山陽自動車道 38 徳山西IC（周南市）
  - E2 山陽自動車道 39 防府東IC（防府市）
  - 国道262号（防府市・沖高井交差点）
  - E2 山陽自動車道 40 防府西IC（防府市）
  - E2 山陽自動車道 41 山口南IC（山口市）
  - 国道9号（山口市・交通センター前交差点 -（重複）- 下関市・印内交差点）
  - 国道190号（山口市・岡屋IC）
  - E2 山口宇部道路 嘉川IC（山口市）
  - 国道490号（宇部市・車地交差点 -（重複）- 瓜生野交差点）
  - 国道316号（山陽小野田市・杣尻交差点）
  - E2 山陽自動車道 45 埴生IC（山陽小野田市）
  - 国道190号（下関市）
  - 国道491号（下関市・才川交差点）
  - E2A 中国自動車道・E2A 関門橋（関門自動車道） 37 下関IC（下関市）

九州地方整備局管内
- 福岡県
  - 国道3号・国道10号（北九州市門司区・老松公園前交差点（終点））

#### 旧道
兵庫県管理区間
- 国道2号現道・国道175号・国道427号（明石市・和坂交差点）
- 国道250号（明石市・小久保交差点）
- 国道2号現道（加古川バイパス・姫路バイパス）（高砂市・高砂北ランプ）
- 国道312号（姫路市・御国野交差点 -（重複）- 姫路天神前交差点）
- 国道372号（姫路市・下寺町交差点）
- 国道2号現道（姫路バイパス・太子竜野バイパス）（揖保郡太子町・太子東IC）
- 国道179号（揖保郡太子町・太子東IC）

広島県管理区間
- 国道2号現道（赤坂バイパス・松永道路）（福山市・神村ランプ）
- 国道317号旧道（尾道市・尾道大橋入口交差点）
- 国道184号（尾道市・祇園橋東詰交差点[注釈 18]）
- 国道2号現道（尾道バイパス・木原道路）（福山市・福地IC）
- 国道185号（三原市・糸崎8丁目交差点）
- 国道2号現道（木原道路・三原バイパス）（三原市・糸崎ランプ）

広島市・広島県管理区間
- 国道2号現道（新広島バイパス・西広島バイパス）（広島市西区・西広島バイパス入口交差点）
- 国道2号現道（西広島バイパス）（廿日市市・西広島ランプ）

### 主な峠
- 鯰峠（標高100 m） : 兵庫県赤穂市 - 赤穂郡上郡町
- 船坂峠（標高180 m） : 兵庫県赤穂郡上郡町 - 岡山県備前市
- 廿木峠（標高120 m） : 山口県岩国市
- 椿峠（標高94 m） : 山口県周南市 - 防府市
- 吉見峠（標高90 m） : 山口県宇部市吉見 - 宇部市船木
- 談合峠（標高70 m） : 山口県山陽小野田市

## ギャラリー

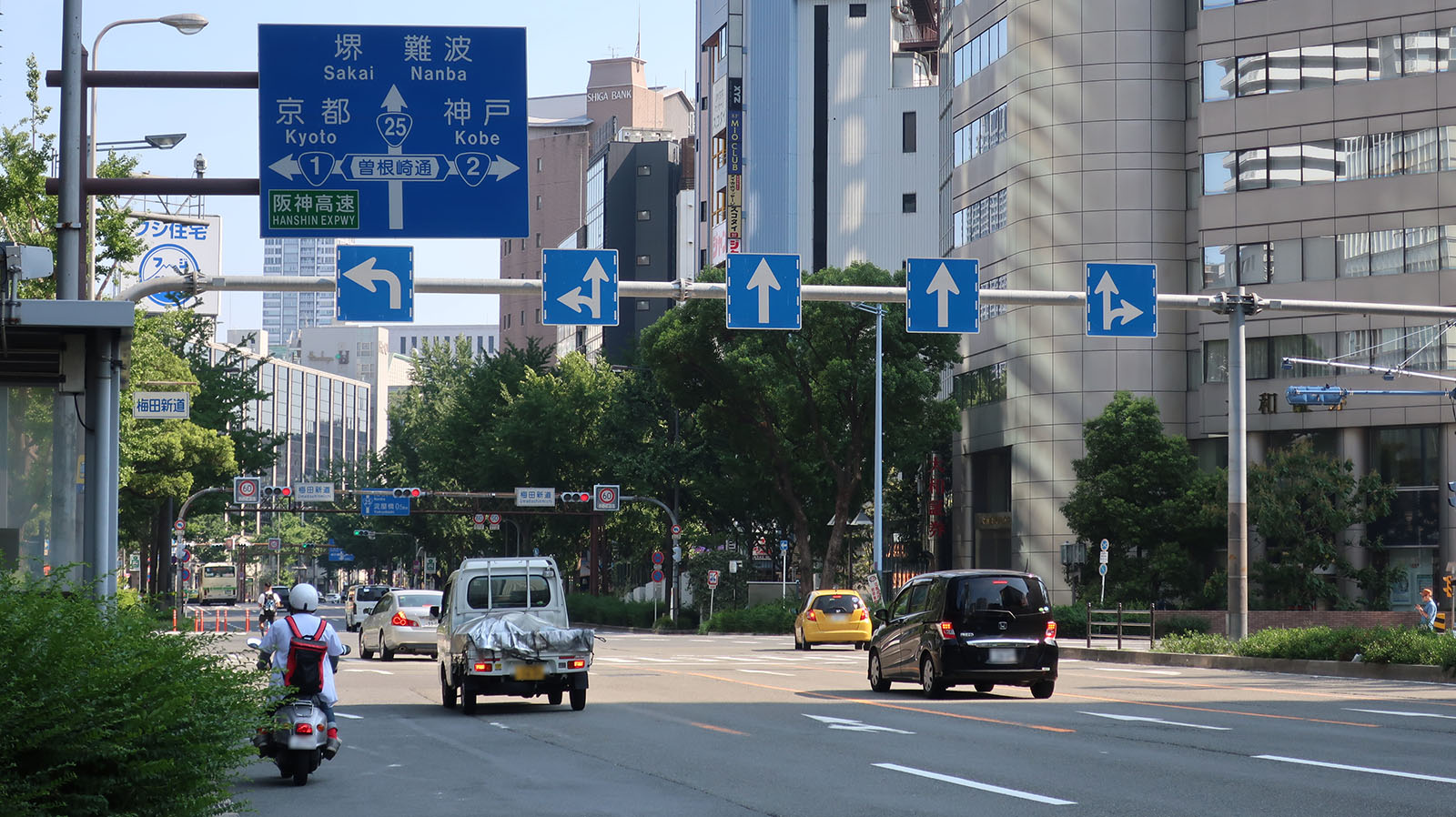
起点、梅田新道交差点 大阪府大阪市北区曾根崎
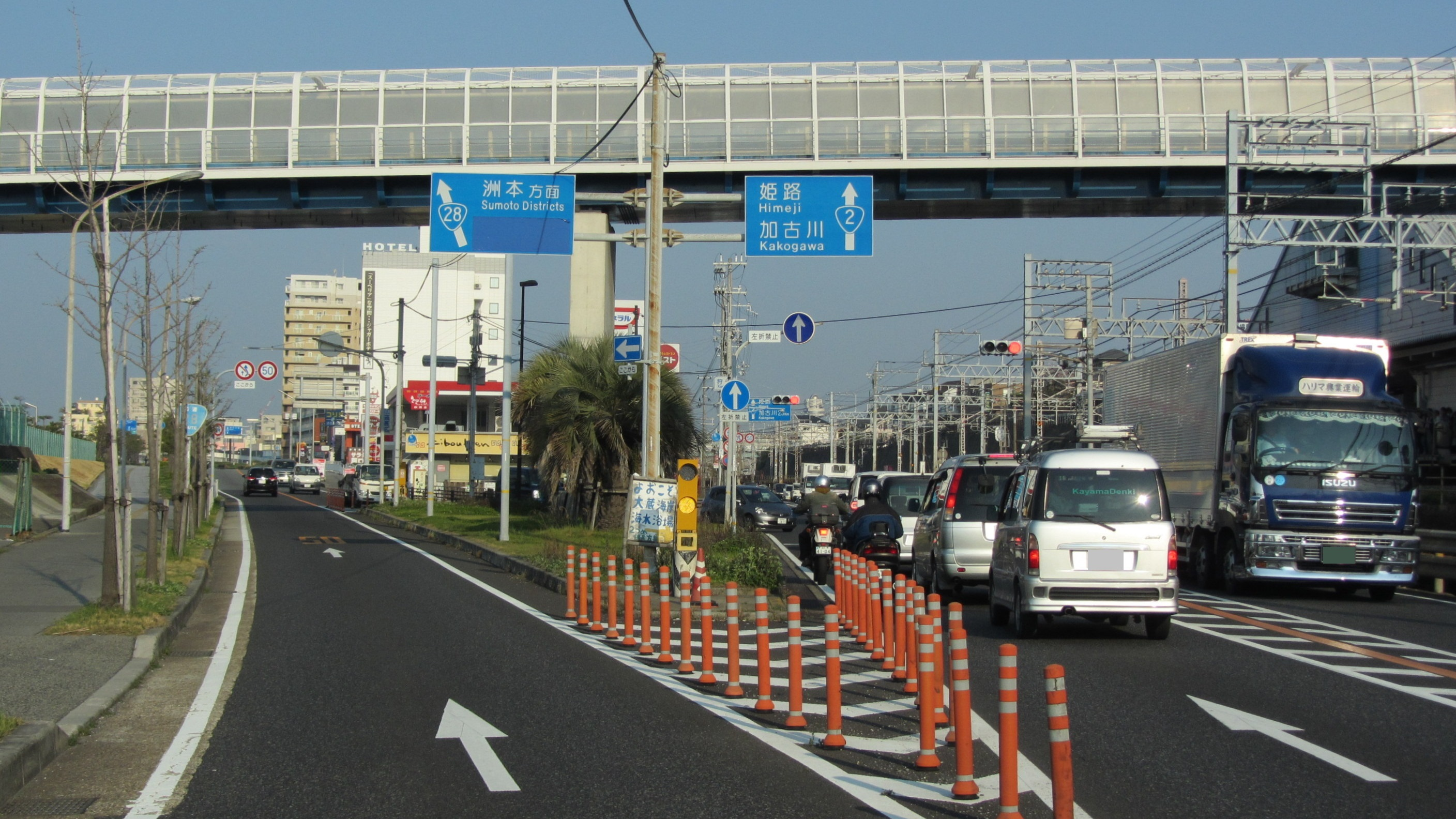
国道28号との分岐 兵庫県明石市大蔵八幡町
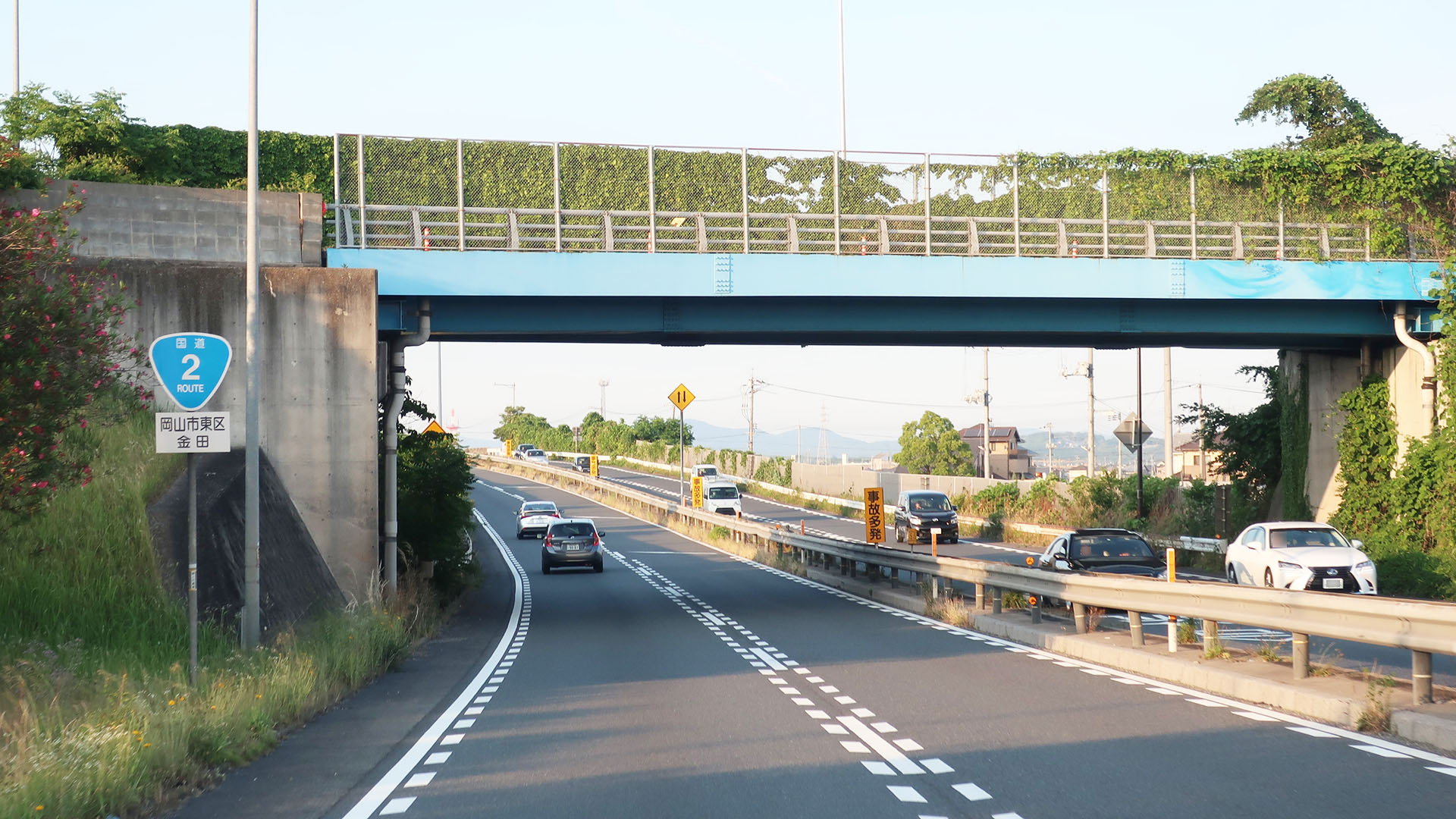
岡山県岡山市東区金田
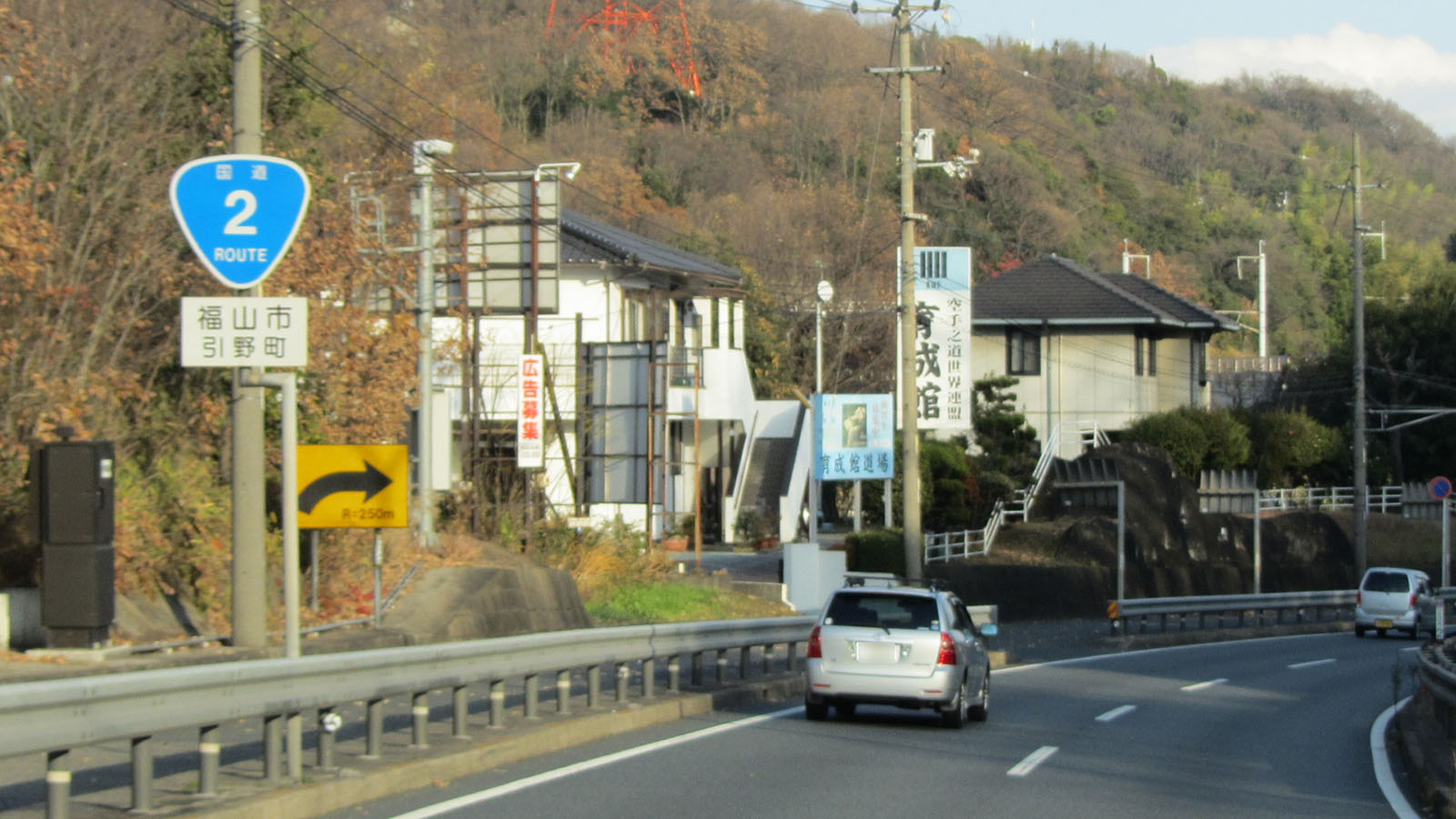
広島県福山市引野町
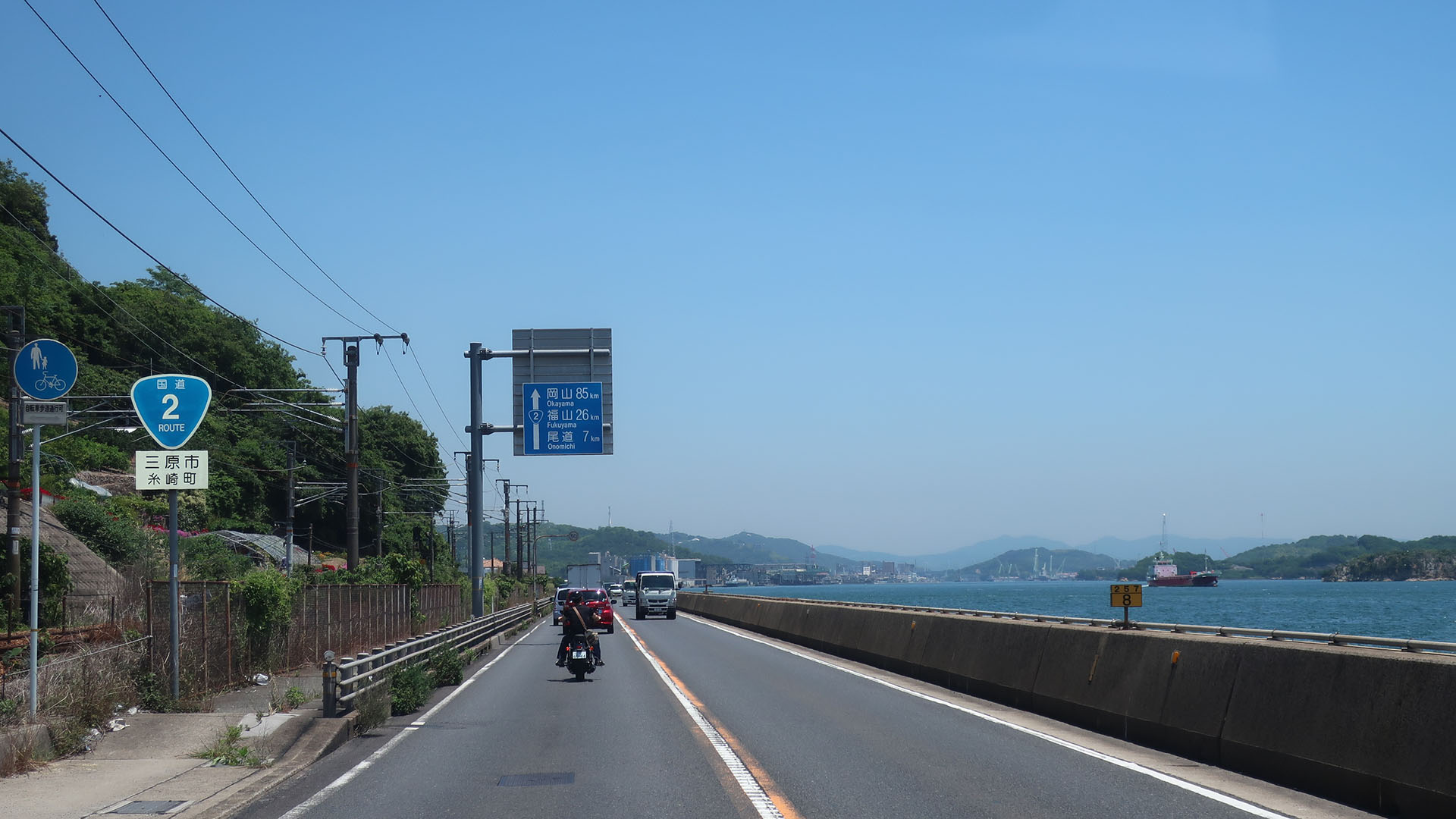
広島県三原市糸崎町
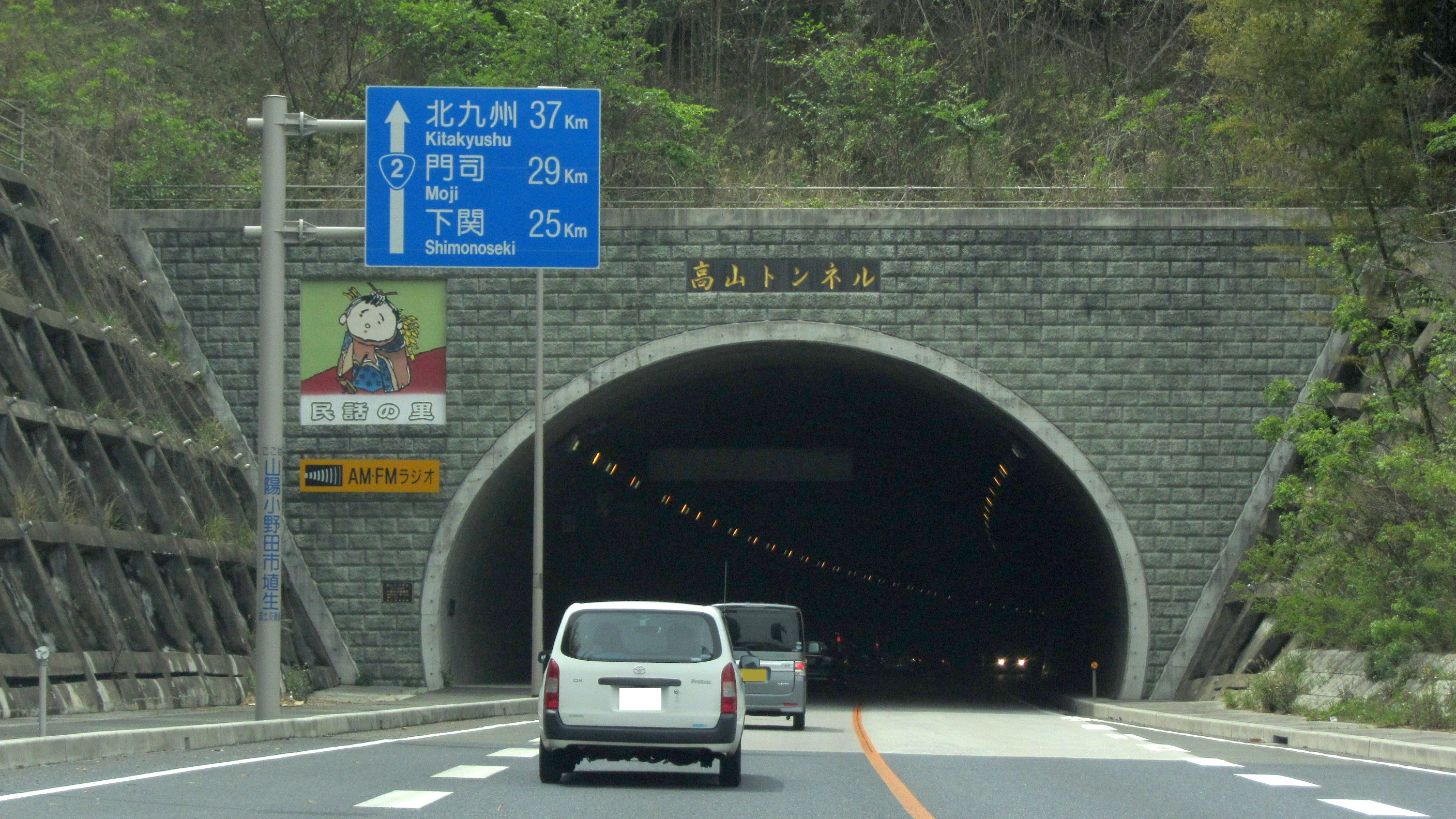
山口県山陽小野田市埴生
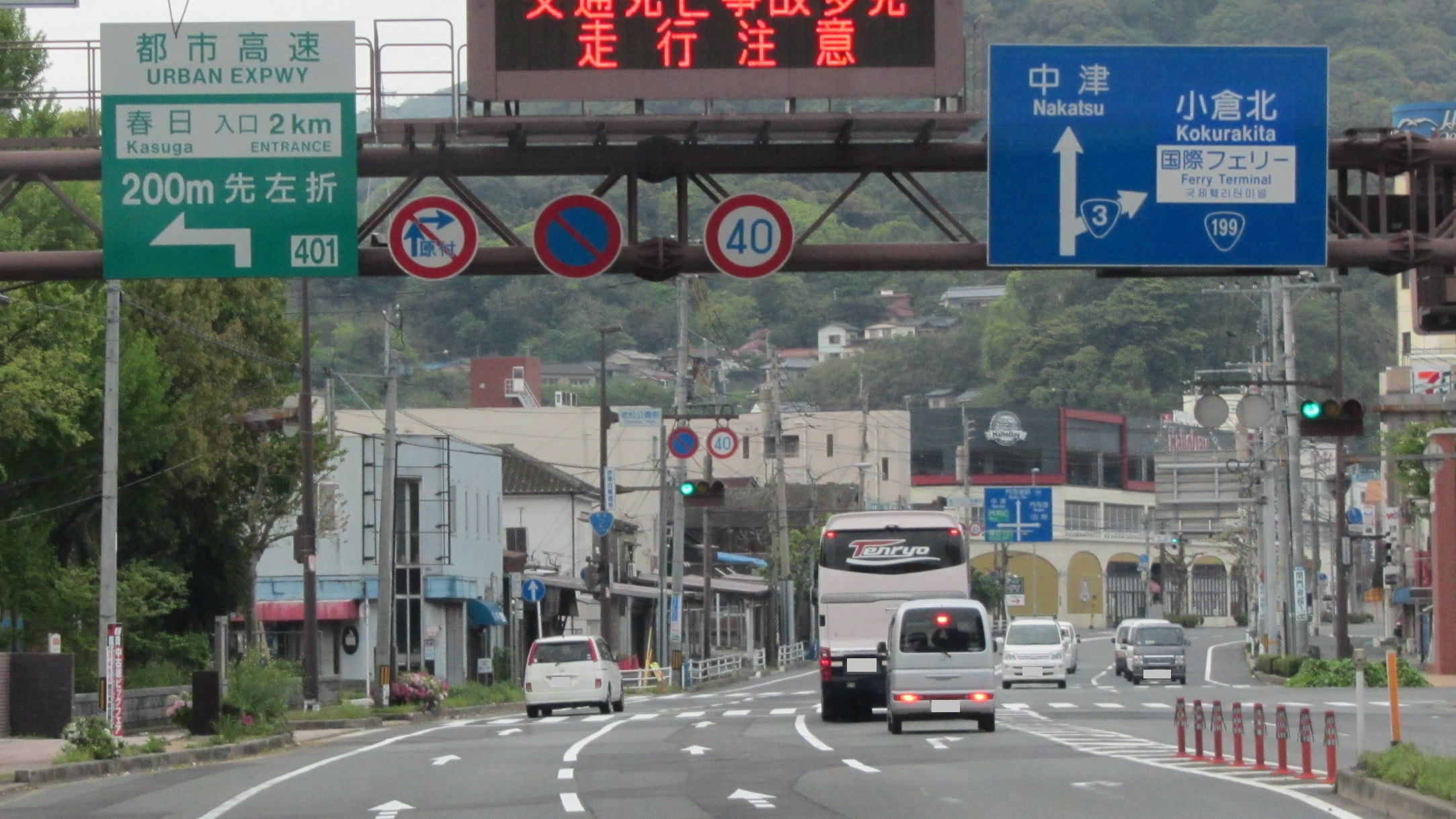
終点、老松公園前交差点 (国道3号、起点) 福岡県北九州市門司区

## 国道2号を舞台とする歌曲
日本のミュージシャンの楽曲に出身地の道路として登場する。
- 国道二号線 : 神戸市出身のパンクバンド、ガガガSPの4thシングル曲[25]。
- ルート2 : 広島市出身の奥田民生のソロ初アルバム『29』に収められた歌曲[25]。